# François Rivière (homme d'affaires)
 (février 2022).
Si vous disposez d'ouvrages ou d'articles de référence ou si vous connaissez des sites web de qualité traitant du thème abordé ici, merci de compléter l'article en donnant les références utiles à sa vérifiabilité et en les liant à la section « Notes et références ».
Pour les articles homonymes, voir Rivière (homonymie) et François Rivière (homonymie).
François Rivière, né le 15 janvier 1964 à Chambéry (Savoie), est un chef d'entreprise français et président de l'USA Perpignan depuis 2013.
Le 18 décembre 2015, il a été victime d’un grave accident à Narbonne. Éjecté d’un manège dans une fête foraine, il a été placé dans un coma artificiel et comptait une vingtaine de fractures et la cage thoracique enfoncée. Il a pu reprendre les manettes du club après trois mois de convalescence.

## Biographie

### Entreprise
En 1987, François Rivière prend la direction générale de la Société Européenne de Réalisation et Exploitation de Parking (SEREP), qui propose aux collectivités locales de financer, construire et exploiter des parcs de stationnement publics dans le cadre de délégation de service public sous la forme de concession ou de prestation de services.
Visant un développement national, François Rivière initie le rapprochement avec Fabricom, filiale du groupe Tractebel (devenu depuis Suez), en 1994. La société compte alors 10 000 places en gestion.
La société rachète en 1998 le numéro 3 français du stationnement, Scetauparc. Forte de ses 42 000 places réparties dans toute la France, la société déménage son siège social de Toulouse à Paris.
En 2001, le groupe Suez, propriétaire de Fabricom, décide de vendre au groupe Vinci ses filiales gestionnaires de stationnement dont notamment GTM Parcs. La SEREP ne fait pas partie du périmètre de cette opération. François Rivière décide alors de se rapprocher de la Caisse des dépôts et consignations et crée ainsi Epolis, le numéro 2 français du stationnement avec 60 000 places en gestion.
Fin 2003, la société rachète le numéro 2 belge, Cityparking, et le numéro 3 norvégien, Centerpark. Epolis devient l'un des cinq plus grands opérateurs de parkings en Europe avec 105 000 places.
En 2004, François Rivière rencontre Jean-François Roverato, président du groupe Eiffage, numéro 3 français de la construction. Roverato propose de racheter Epolis à la Caisse des dépôts et consignations et de confier à François Rivière la direction d'Eiffage Parking, issue de la fusion d'Epolis et de la filiale parking du groupe Eiffage soit 125 000 places. Roverato lui confiera également la présidence du Viaduc de Millau en 2006.
Fin 2005, le groupe Eiffage rachète à l’État la société des Autoroutes Paris-Rhin-Rhône (APRR) et cherche alors à vendre sa filiale Parking. Le fond britannique Charterhouse la rachète pour une valeur d'environ 350 millions d'euros. Il crée ainsi le groupe Epolia, comptant plus de 150 000 places en gestion, et confie sa direction à François Rivière.
Charterhouse revend Epolia en 2008 à l'opérateur néerlandais de parcs de stationnement Q-Park  pour environ 700 millions d'euros.
Ayant quitté Epolia, François Rivière crée alors la société de conseil Arteus.
En parallèle de ces activités, François Rivière a développé une expertise et connaissance en matière de politique de la ville, notamment au travers de sa fondation d’entreprise Le Temps des Villes soutenue par Eiffage et Epolia.

### Politique
En 2007, en tant que président de la Fondation d’entreprise le temps des villes, il se voit confier par Christine Boutin, ministre du logement et de la ville, une mission de préfiguration de la politique de la ville en cœur de ville. Cette mission aboutit en 2008 à la rédaction du « Pacte des villes pour vivre tous ensemble » proposant douze mesures pour « une ville accessible, habitable, attractive ».
Christine Boutin demande à François Rivière de mettre en œuvre la douzième mesure : organiser un Concours national des villes et remettre aux villes méritantes un « Label pôle d’excellence de cœur de ville ». Il lance ainsi en juin 2008, sous la forme d’une association à but non lucratif, le Concours national des villes auprès des 300 villes de plus de 20 000 habitants et des 150 communautés d’agglomération, de communes et urbaines de France. 121 villes et communautés se sont portées candidates. Le jury, après analyse des dossiers, a remis le 16 décembre 2008 au siège de la Caisse des dépôts les labels aux 72 villes et communautés labellisées pour la qualité de leur projet de politique de la ville.
En février 2009, Christine Boutin lui confie une mission interministérielle, en accord avec Alain Marleix, secrétaire d’État à l’intérieur et aux collectivités territoriales, consistant à analyser les stratégies de logement des collectivités territoriales et à organiser en juin 2009, une rencontre nationale pour échanger sur les bonnes pratiques et les obstacles à la création de logements en France.
Candidat divers droite à l'élection municipale partielle de Perpignan en 2009, il recueille au premier tour 7,8 % des suffrages exprimés.
En 2010, il organise la deuxième édition du Concours National des Villes sur le thème des seniors. Parmi les 560 collectivités éligibles 105 ont déposé un dossier de candidature et 60 collectivités (6 départements, 2 communautés et 52 villes) ont été retenues par le jury. La remise des prix a eu lieu le mercredi 13 octobre, à l’hôtel de Pomereu, siège historique de la Caisse des Dépôts.
En 2013, il a organisé la 3e édition du Concours National des Villes sur le thème de la ville idéale. Le jury présidé par François Rivière a nommé 68 dossiers parmi les 150 dossiers présentés par les 110 villes candidates.
En 2021, il fonde l'Institut des Politiques Locales qui "vise à promouvoir les bonnes pratiques des collectivités locales au bénéfice des territoires et de leurs habitants".

### Sport
Le 12 août 2013, François Rivière est élu président du club de rugby de Perpignan, l'USAP. Dans un article publié par l'Equipe.fr , il est indiqué qu'il va investir un peu plus d'un million d'euros afin de faire passer le budget annuel du club à 16M d'euros et qu'il en devient l'actionnaire majoritaire avec 68 % des parts.
Du 23 mars 2021 au 8 juillet 2021, il est membre du comité directeur de la Ligue nationale de rugby en qualité de représentant des clubs de Pro D2. Il est alors nommé responsable des relations avec le GIP France 2023. Lors de l'assemblée générale du 8 juillet 2021, il cède sa place de représentant des clubs de Pro D2 à la suite de l'accession de son club en Top 14.

## Publications
- Le Pacte des villes pour vivre tous ensemble, la Documentation française, 2008

## Décorations
- Officier de l'ordre national du Mérite Il est fait chevalier le 14 novembre 2003[13], puis est promu officier le 15 novembre 2018[14].
- Chevalier de la Légion d'honneur Il est fait chevalier le 31 décembre 2006[15].